# منتخب تايبيه الصينية لكرة الصالات للسيدات
منتخب تايبيه الصينية لكرة الصالات للسيدات هو ممثل تايبيه الصينية الرسمي في المنافسات الدولية في كرة الصالات للسيدات
.